# Club Deportivo Nueva Concepción
El Club Deportivo Nueva Concepción, usualmente conocido como Deportivo Nueva Concepción, es un equipo de fútbol con sede en la localidad de Nueva Concepción (Escuintla), participa en la Primera División de Guatemala.
Los Potros son el equipo más longevo participando en esta categoría, el único equipo que se ha mantenido después de su ascenso en el torneo de reordenamiento del año 2001, ascendiendo en mayo de ese año, después se le dio paso a los torneos cortos. su goleador histórico sigue siendo Hugo Iván Cojulun con 125 goles anotados.